# Hela Vara kommuns bästa
Hela Vara kommuns bästa (HVKB) är ett lokalt politiskt parti i Vara kommun.

## Historik
HVKB bildades inför valet 2018. Partiet bildades som en protest mot kommunens satsning på ett stort kulturbyggprojekt. HVKB ville istället satsa pengarna på skolorna som de ansåg hade stora behov av att rustas upp. I valet fick partiet 9,45 % och fyra mandat kommunfullmäktige. Efter valet ingick dem i en valteknisk samverkan med Sverigedemokraterna för att fördela nämndplatser emellan sig.
I valet 2022 ökade partiet till 10,20 % och med ett ytterligare mandat.

## Valresultat
| År   | Röster | %     | Mandat  |
| ---- | ------ | ----- | ------- |
| 2018 | 984    | 9,45  | 4 av 45 |
| 2022 | 1 049  | 10,20 | 5 av 45 |